# Andrew (voornaam)
Andrew is de Engelse variant van de jongensnaam Andreas. Het is een vaak voorkomende voornaam in Engelstalige landen. De naam wordt vaak afgekort tot Andy (soms ook gespeld als Andi) of Drew.

## Bekende mannelijke naamdragers

### Andi
- Andi Jones, Brits langeafstandsloper
- Andi Langenhan, Duits rodelaar

### Andrew
- Andrew van York, zoon van de Britse koningin Elizabeth II en prins Philip
- Andrew Bertie, Brits aristocraat
- Andrew Bonar Law, Brits politicus
- Andrew Carnegie, Amerikaans staalmagnaat en filantroop
- Andrew Cunningham, Brits admiraal
- Andrew Fire, Amerikaans bioloog, Nobelprijswinnaar
- Andrew Gilding, Engels darter
- Andrew H.M. Scholtz, Zuid-Afrikaans schrijver
- Andrew Howe, Italiaans atleet
- Andrew Huxley, Engels bioloog en biofysicus, Nobelprijswinnaar
- Andrew Jackson, zevende president van de Verenigde Staten van Amerika
- Andrew Johnson, zeventiende president van de Verenigde Staten van Amerika
- Andrew Lauterstein, Australisch zwemmer
- Andrew Lloyd Webber, Brits componist
- Andrew Makkinga, Nederlands presentator
- Andrew Marton, Hongaars-Amerikaans filmregisseur en -producer
- Andrew Marvell, Engels dichter
- Andrew Motion, Engels dichter en schrijver
- Andrew Ridgeley, Brits popmuzikant
- Andrew Sachs, Duits-Brits acteur en komiek
- Andrew Schally, Amerikaans endocrinoloog, Nobelprijswinnaar
- Andrew Valmon, Amerikaans atleet
- Andrew Wiles, Brits wiskundige
- Andrew Wood, Amerikaans zanger en muzikant
- Andrew Young, Amerikaans politicus, diplomaat en pastor

### Andy
- Andy Abraham, Brits zanger
- Andy Bell (basgitarist), Brits muzikant
- Andy Bown, Brits muzikant
- Andy Cappelle, Belgisch wielrenner
- Andy Cole, Brits voetballer
- Andy Fordham, Engels darter
- Andrew Garfield, Brits-Amerikaans acteur
- Andy García, Cubaans-Amerikaans acteur
- Andy Gibb, Brits-Australisch zanger
- Andy Goldsworthy, Engels beeldhouwer, fotograaf en landartkunstenaar
- Andy Griffith, Amerikaans acteur
- Andy Hamilton, Engels darter
- Andy Jenkins, Engels darter
- Andy Kaufman, Amerikaans acteur
- Andy Murray, Schots tennisser
- Andy Potts, Amerikaans triatleet
- Andy Ram, Israëlisch tennisser
- Andy Roddick, Amerikaans tennisser
- Andy Rourke, Brits muzikant
- Andy Schleck, Luxemburgs wielrenner
- Andy Serkis, Engels acteur
- Andy Summers, Brits muzikant
- Andy Turner, Brits atleet
- Andy Warhol, Amerikaans kunstenaar, cineast en publicist

### Drew
- Drew Fuller, Amerikaans acteur
- Drew McConnell, bassist van de Engelse groep Babyshambles
- Drew Seeley, Canadees zanger en acteur

## Bekende vrouwelijke naamdragers

### Drew
- Drew Barrymore, Amerikaans actrice

## Fictieve figuren
- Andrew Van de Kamp, een personage uit de Amerikaanse televisieserie Desperate Housewives
- Andy Hardy, hoofdpersonage uit de filmreeks The Hardy Family
- Andy Hargrove, personage uit de Amerikaanse televisieserie One Tree Hill
- Andy Sipowicz, personage uit de Amerikaanse televisieserie NYPD Blue